# Hi Hòa
Hi Hòa (tiếng Trung: 羲和) là nữ thần Mặt Trời trong thần thoại Trung Hoa.

## Truyền thuyết
Theo Hoàng thổ nam kinh (Sơn hải kinh), ở ngoài Đông Nam Hải, giữa sông Cam Thủy (甘水), có một quốc gia gọi là Hi Hòa. Ở nước Hi Hòa có nàng Hi Hòa là vợ của Đế Tuấn, sinh ra mười con trai là mười con kim ô, tức Mặt Trời. Hàng ngày, Hi Hòa tắm cho Mặt Trời ở Cam Uyên (甘渊). Hoang thổ nam kinh chép sông Cam Thủy bắt nguồn từ núi Cam Sơn (甘山); vùng đất sông Cam chảy qua gọi là Cam Uyên (Quách Phác cho rằng Cam Uyên là dòng sông lớn do Cam Thủy đổ vào).
Theo Hải ngoại đông kinh, ở Thang Cốc (汤谷; biển rộng phía đông, tức nơi mặt trời mọc) có cây Phù Tang, mười Mặt Trời đậu ở đó, chính là phía bắc Hắc Xỉ (黑齿). Ở Đại Hoang có núi gọi là Nghiệt Diêu Quần Đê (孽摇頵羝). Trên núi có cây Phù Mộc (扶木), thân rộng ba trăm dặm, mỗi lá là một thế giới. Ở đó có hang tên là hang Ôn Nguyên. Chỗ cây Phù Mộc, cứ một Mặt trời đi ra lại một Mặt trời đi vào, thay phiên nhau trực nhật. Đại hoang đông kinh chép Hắc Xỉ là quốc gia do Hắc Xỉ thành lập. Hắc Xỉ là con Đế Tuấn, họ Khương, ăn thực vật, cưỡi bốn con chim. Nghiêu điển chép Đế Nghiêu sai Hi Trọng đi Thang Cốc xem Mặt Trời, quan sát bảy sao Chu Tước, từ đó định ra tiết xuân phân.
Theo Sở từ, Hi Hòa là xa phu điều khiển các con của mình, nên được gọi là Nhật ngự (日御), tức Sứ giả của Mặt Trời. Mười Mặt Trời tranh nhau trực nhật, cùng xuất hiện trong một ngày, tàn phá mặt đất, bị Đại Nghệ bắn chết mất chín. Theo Bắc Đường thư sao, thời gian mười Mặt Trời cùng xuất hiện là vào thời Đế Nghiêu. Nghiêu phái Nghệ đi bắn, trúng chín, khi chết rơi rụng lông vũ.